# Argiope trifasciata
Argiope trifasciata és una espècie d'aranya araneomorfa pertanyent a la família dels aranèids. A Europa solament habita a la península Ibèrica, Madeira i les Illes Canàries, i és fàcilment confusible amb Argiope bruennichi per la seva gran similitud, però la primera no té les franges grogues i negres tan intenses com la segona.
És relativament freqüent en el sud d'Espanya. Presenta un elevat dimorfisme sexual. La seva tela és gran, fins a 6 dm de diàmetre; i el seu fil un dels més resistents. Amb una sola inseminació és capaç de fer diverses postes del que surten un gran nombre d'aranyes.